# Stora Fågelsången
För andra betydelser, se Fågelsången.

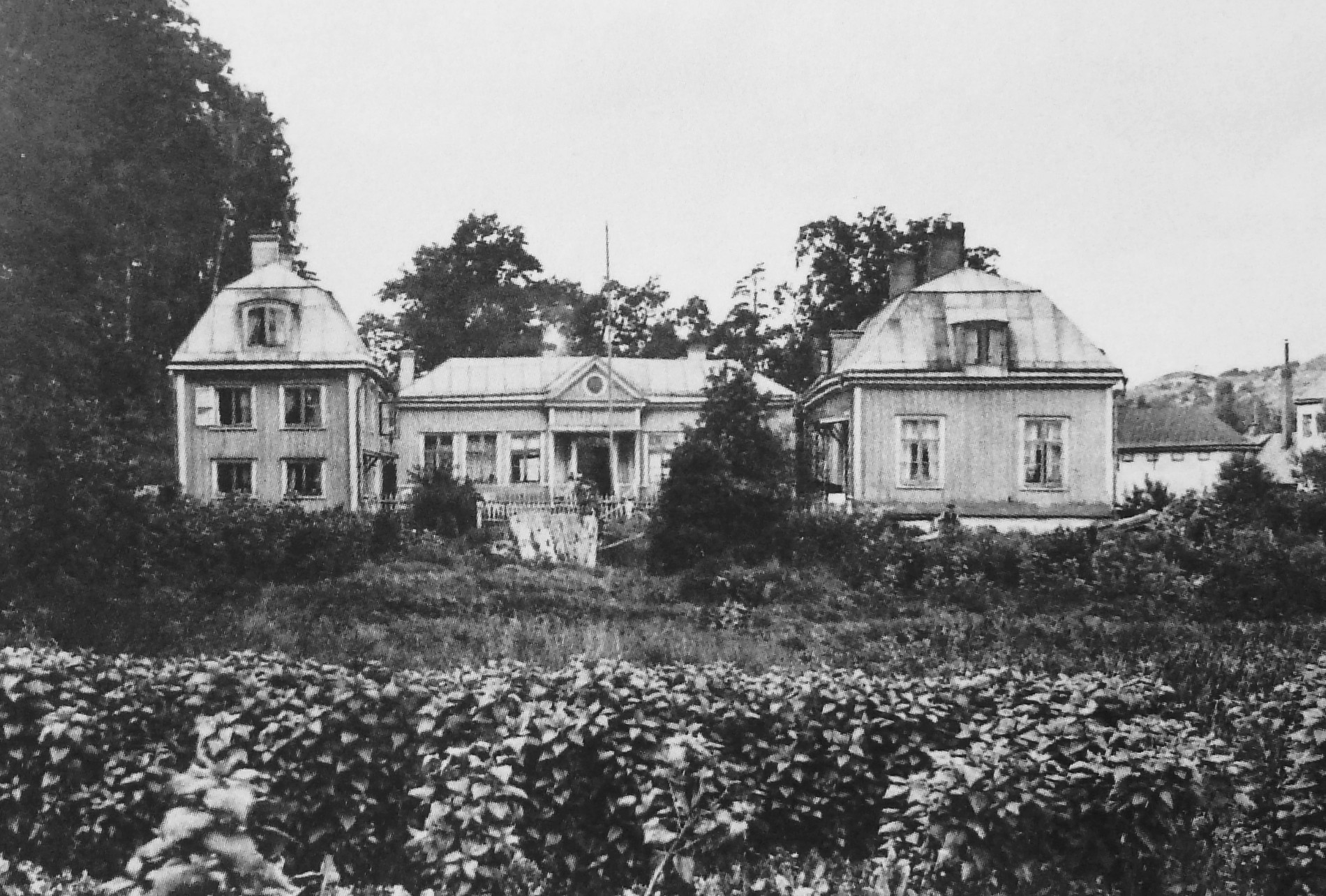
Stora Fågelsångens huvudbebyggelse 1927.

Stora Fågelsången är en 1700-talsgård och ett koloniområde vid Lövholmsvägen i stadsdelen Gröndal i Stockholm. Stora Fågelsången ligger vid västra sidan av sjön Trekanten, norr om Blommensbergsskolan. Gården har sedan 1963 varit i Stockholms stads ägo och trädgården är numera förvandlad till kolonilotter utan kolonistugor. Fastigheten ägs och förvaltas av AB Stadsholmen och är blåmärkt av Stadsmuseet i Stockholm vilket innebär att bebyggelsen bedöms ha "synnerligen höga kulturhistoriska värden".

## Historik

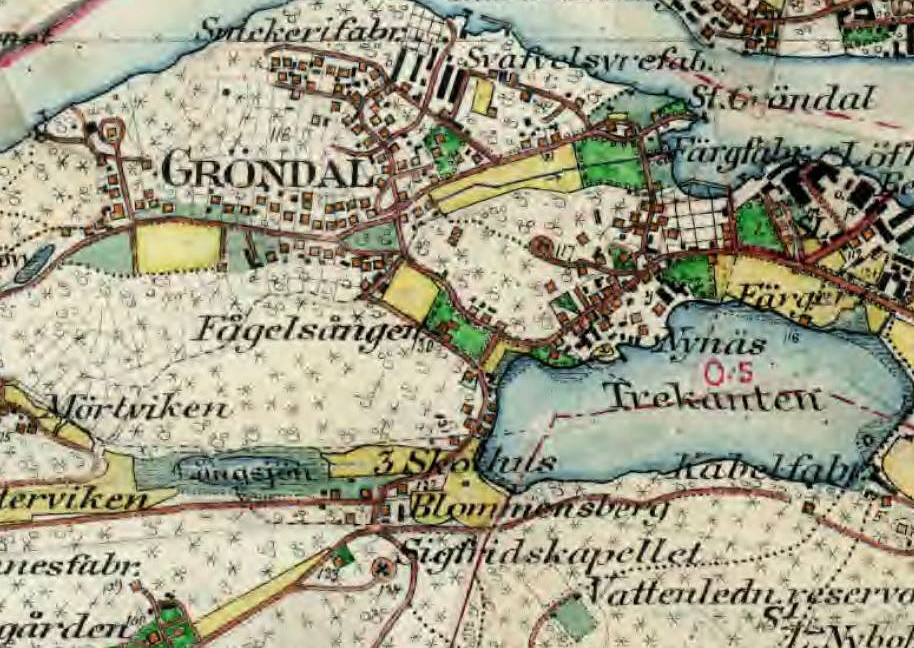
Gröndal och Fågelsången 1901.

Stora Fågelsången består av tre byggnader från 1700-talet och ett uthus från 1981. Stället är en mindre herrgård som uppfördes i slutet av 1700-talet där den södra flygeln är den äldsta delen av huset och omnämns 1756 som "nybygget". Stora Fågelsången var en av flera mindre gårdar och torp som i slutet av 1700-talet avsöndrades från Hägerstens gård och omvandlades till små herrgårdsliknande sommarnöjen. 1700-talsgårdarna Stora Fågelsången och Charlottendal ligger fortfarande kvar på sin ursprungliga plats.
Carl Michael Bellman  besökte gärna Fågelsångens gård vid västra änden av sjön Trekanten, som då var bebodd av hans yngre syster Fredrika Eleonora och hennes make slottskassören Georg Stiernhoff.
År 1791 ägdes gården av slottsstenhuggaren Joha E. Blom; då fastställdes även egendomens areal som bestod av 10 tunnland ängsmark, 2 tunnland hagar och 23 tunnland backar. År 1815 övergick äganderätten till kattunstryckaren och sockerbrukidkaren David Hirsch och 1831 köpte firman Hirsch & Son fastigheten. Omkring 1890 och fram till 1910-talet bytte gården ägare ett flertal gånger innan den 1917 förvärvades av Brännkyrka landskommun. År 1963 köptes fastigheten av Stockholms stad. Numer ägs Stora Fågelsången av AB Stadsholmen som förvaltar stadens historiska byggnadsbeståndet.

## Koloniområdet
Stora Fågelsångens koloniområde skötts av Fågelsångens Trädgårdsförening. Föreningen bildades 1955 och består av 35 kolonister.

## Bilder

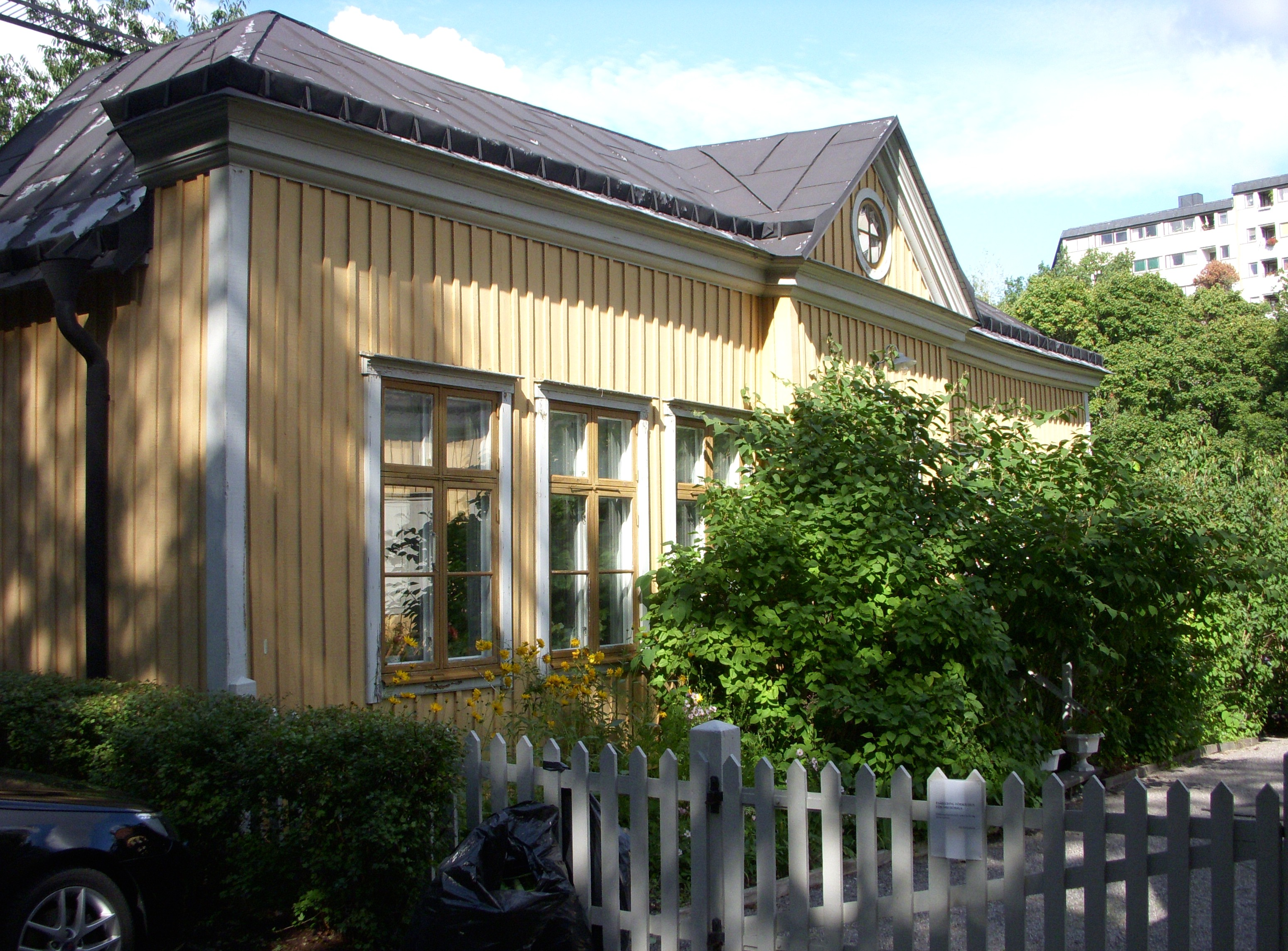
Stora Fågelsångens västra bostadshus.
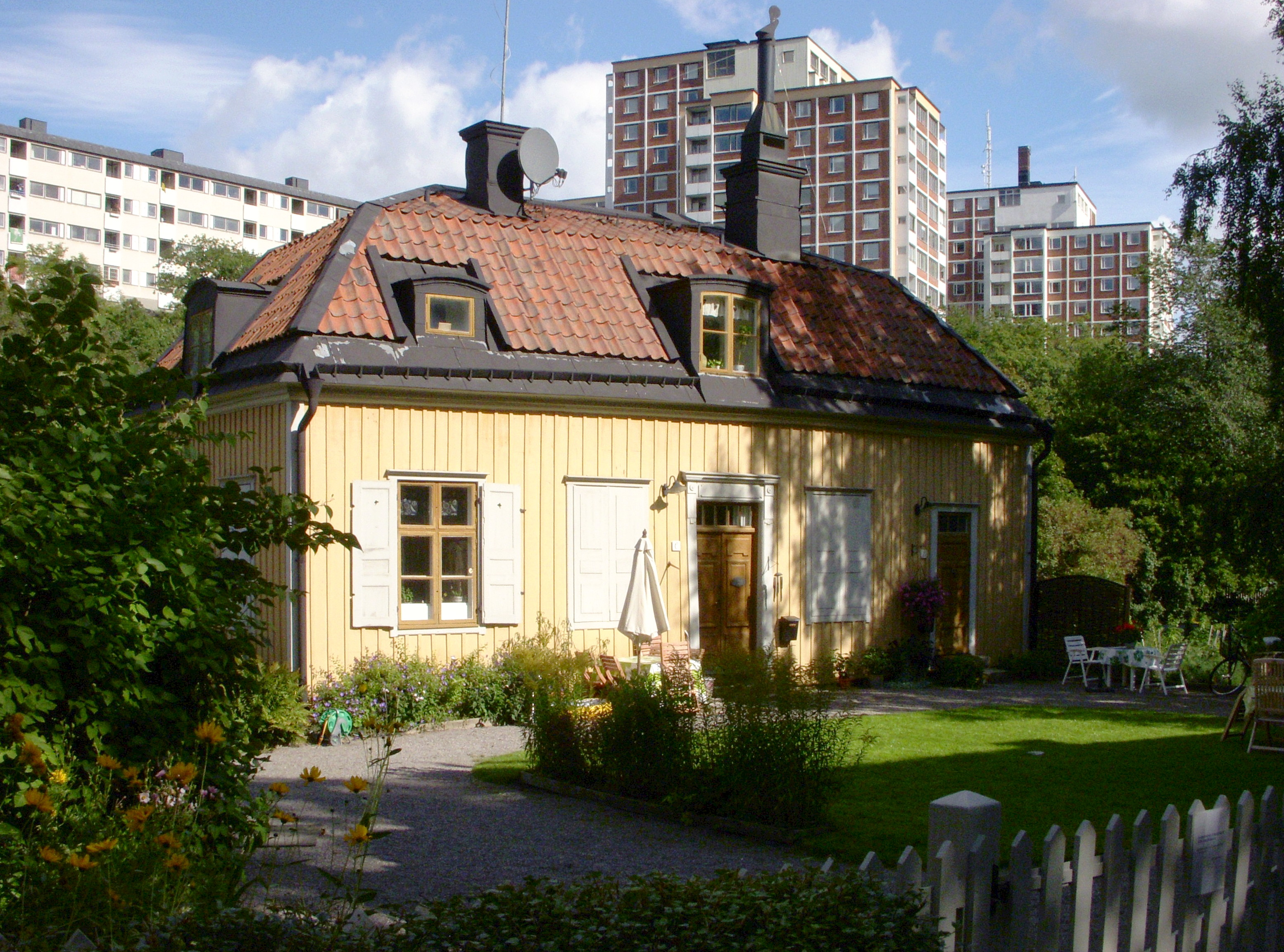
Stora Fågelsångens norra bostadshus.
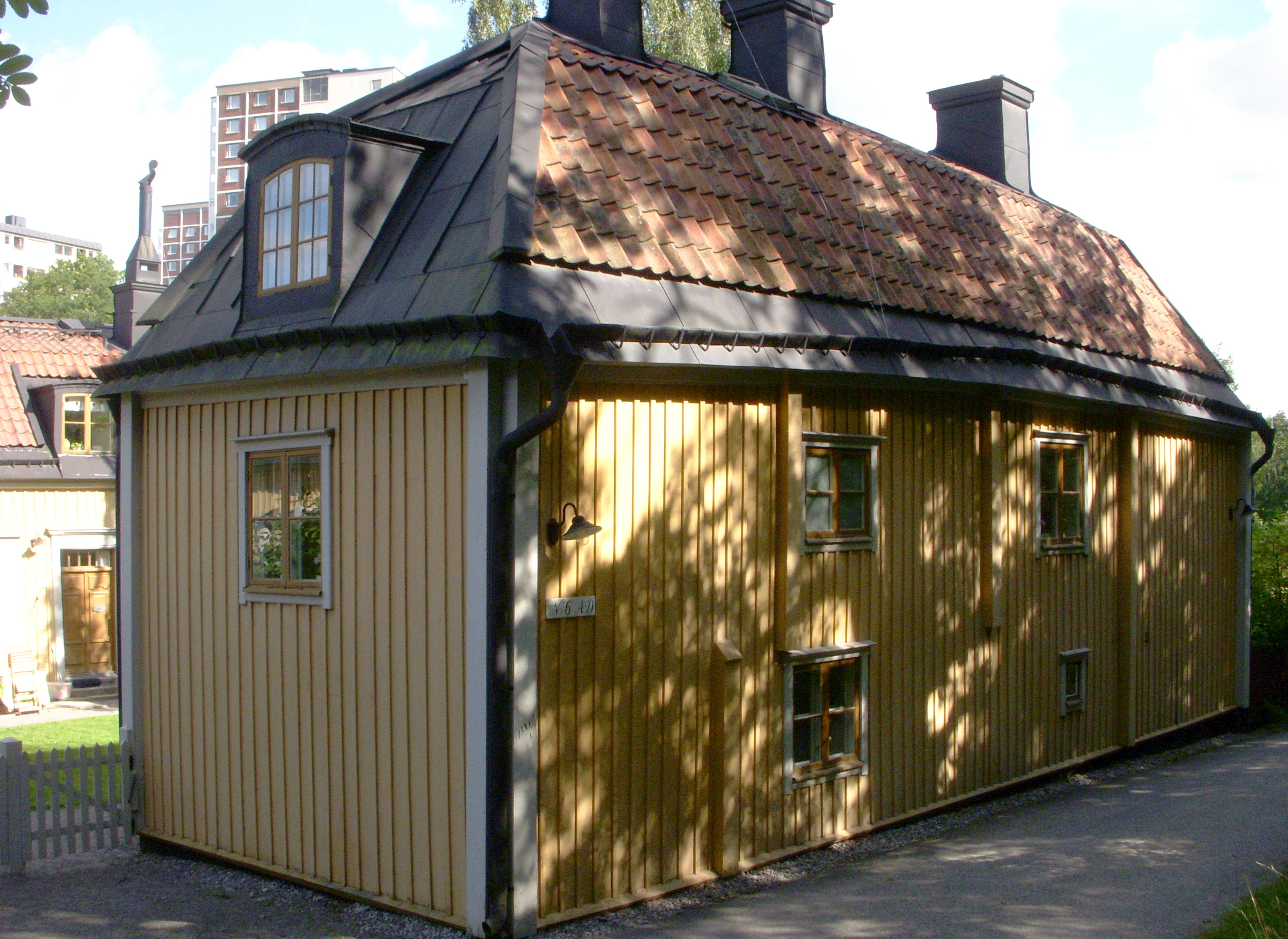
Stora Fågelsångens södra bostadshus.
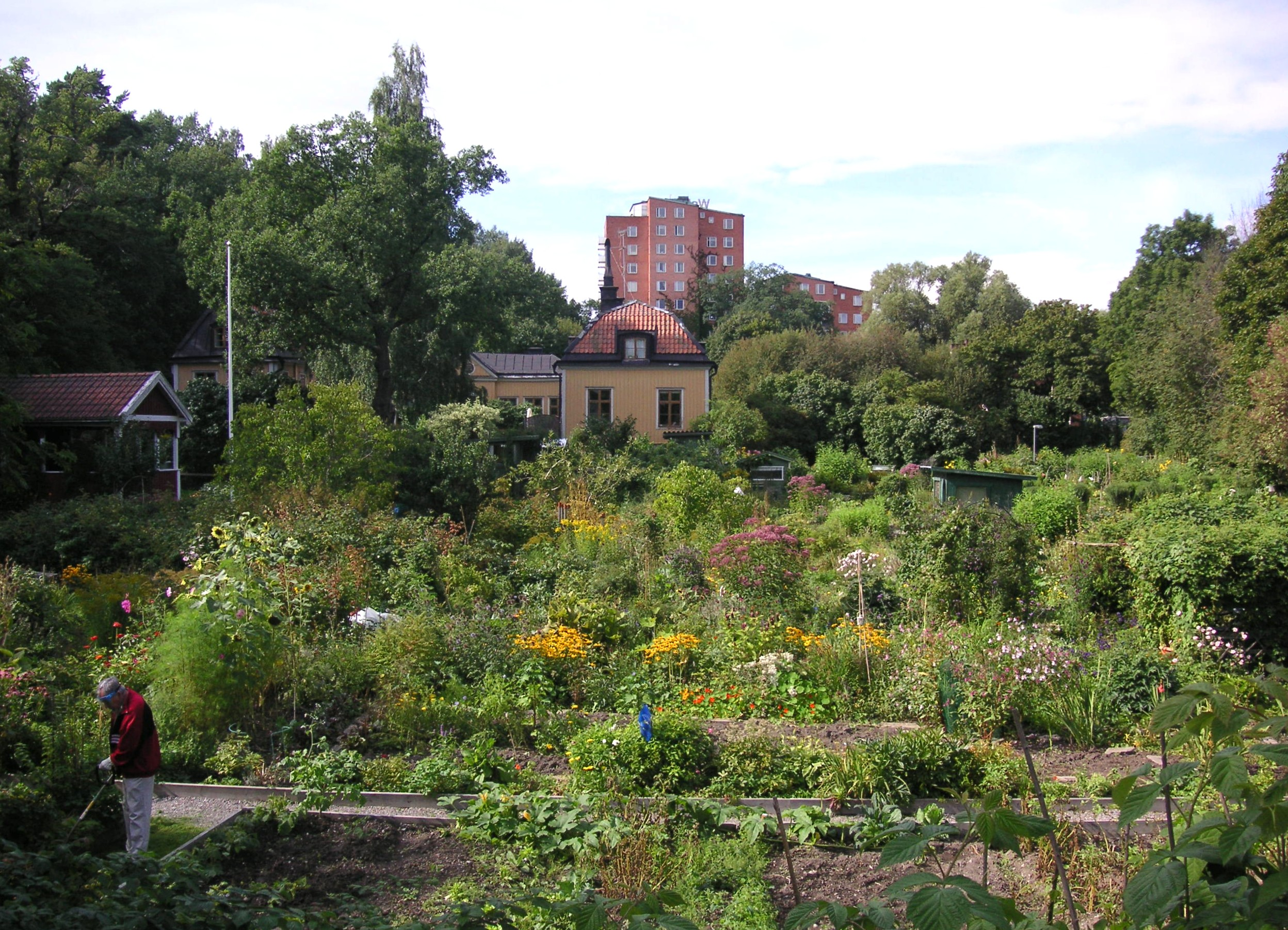
Fågelsångens Trädgårdsföreningens koloniträdgård.